# Ошский областной комитет КП Киргизии
Ошский областной комитет КП Киргизии — орган управления Ошской областной партийной организацией, существовавшей в 1939-1991 годах.
Ошская область образована 21.11.1939 из Ошского округа Киргизской ССР. Единственная область (и облпартогранизация) в Киргизии, не упраздненная в ходе административных преобразований 1959-1962 годов.

## Первые секретари Ошского обкома партии
- 11.1939-1943 — Пётр Иванович Колосов
- 1943—1945 — Сергей Иванович Зайцев
- 1945—1947 — Нарожный, Николай Григорьевич
- 1950—1952 — Иманалиев, Абдулмаджин
- 1952—1954 — Джаманкул Тойгомбаев
- 1954—1955 — Халил Максудович Мирабдазизов
- 1955—1958 — Борис Павлович Яковлев
- 1958—1960 — Медербек Абдыкулов
- 1960—1962 — Балтагулов
- 1962—1963 — Ахматбек Суттубаевич Суюмбаев
- 1963-12.1964 (сельский) — Ахматбек Суттубаевич Суюмбаев
- 1963-12.1964 (промышленный) — Фёдор Михайлович Чупров
- 12.1964-1968 — Ахматбек Суттубаевич Суюмбаев
- 1968—1978 — Султан Ибраимович Ибраимов
- 1978—1981 — Темирбек Худайбергенович Кошоев
- 1981—1981 — Вячеслав Александрович Макаренко
- 06.1981-1990 — Кульматов, Ренат Сатарович
- 1990-04.1991 — Усен Сыдыкович Сыдыков
- 04-08.1991 — Мирза Кулматович Капаров